# Nippon Oil

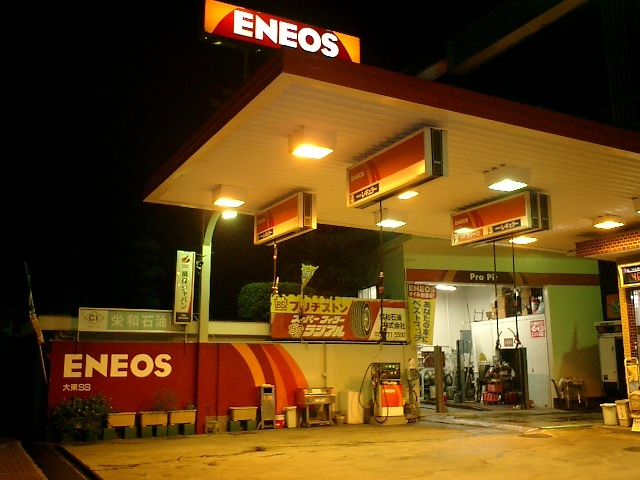
Um posto da ENEOS no Japão

Nippon Oil Corporation (新日本石油株式会社, Shin Nihon Sekiyu Kabushiki-gaisha) (TYO: 5001), ou NOC, é uma empresa petrolífera japonesa que atua em diversas partes da cadeia de produção de hidrocarbonetos. Seus produtos são comercializados sob a marca ENEOS, que também é utilizada em postos de gasolina. É patrocinadora da equipe Honda Racing F1. Foi fundada em 1888 como "Nippon Oil" (日本石油, Nihon Sekiyu). Em 1999 fundiu-se com a "Mitsubishi Oil" (三菱石油, Mitsubishi Sekiyu), formando a "Nippon Mitsubishi Oil" (日石三菱, Nisseki Mitsubishi). Em 2002 a empresa adotou sua atual denominação.